# Итака (Охајо)
Итака (енгл. Ithaca) град је у америчкој савезној држави Охајо.

## Демографија
По попису из 2010. године број становника је 136, што је 34 (33,3%) становника више него 2000. године.
| Група             | 2000.        | 2010.       |
| Белци             | 102 (100,0%) | 130 (95,6%) |
| Афроамериканци    | 0 (0,0%)     | 0 (0,0%)    |
| Азијати           | 0 (0,0%)     | 1 (0,7%)    |
| Хиспаноамериканци | 0 (0,0%)     | 5 (3,7%)    |
| Укупно            | 102          | 136         |